# ويليام بي. هاريسون
ويليام بي. هاريسون (بالإنجليزية: William B. Harrison)‏ هو سياسي أمريكي، ولد في 28 يوليو 1889 في لويفيل في الولايات المتحدة، وتوفي في 13 يوليو 1948 في بلدة ليتل ترافيرس في الولايات المتحدة. حزبياً، نشط في الحزب الجمهوري.